# 西有田テレビ中継局
西有田テレビ中継局（にしありたテレビちゅうけいきょく）は、佐賀県西松浦郡有田町に置かれているテレビ中継局。

## 概要
- 当中継局は、町北西部の山本地区に置かれ、町北西部や伊万里市の一部へ電波を発射している。
- なお、町内の広範囲をカバーする中継局については、肥前有田中継局を参照のこと。

## 施設概要

### 地上デジタルテレビ放送
| リモコンキーID | 放送局名          | 物理チャンネル | 空中線電力 | ERP  | 放送対象地域 | 放送区域内世帯数 |
| 1              | NHK佐賀総合テレビ | 36ch           | 1W         | 4.1W | 佐賀県       | 3960世帯         |
| 2              | NHK佐賀教育テレビ | 43ch           | 1W         | 4.1W | 全国         | 3960世帯         |
| 3              | stsサガテレビ     | 23ch           | 1W         | 4.1W | 佐賀県       | 3960世帯         |

- 2009年（平成21年）7月28日に予備免許交付、8月5日から31日まで試験放送実施、8月31日に本免許交付、9月1日から本放送開始。
- 出力については、通常アナログUHFの10%であるが、当デジタル中継局の出力は、アナログ中継局の1/3（≒33.3%）であるため、事実上の増力となる。
- 放送エリアは、西松浦郡有田町と伊万里市の各一部地域。
- 佐賀県有田地区の地上デジタルテレビジョン放送局に予備免許 - 総務省九州総合通信局（2009年（平成21年）7月28日 リリース）
- 当デジタル中継局放送エリア (PDF)

### 地上アナログテレビ放送
| 放送局名          | チャンネル | 空中線電力        | ERP               | 放送対象地域 | 放送区域内世帯数 |
| NHK佐賀教育テレビ | 53ch       | 映像3W /音声750mW | 映像11W /音声2.8W | 全国         | 不明             |
| NHK佐賀総合テレビ | 55ch       | 映像3W /音声750mW | 映像11W /音声2.8W | 佐賀県       | 不明             |
| stsサガテレビ     | 57ch       | 映像3W /音声750mW | 映像14W /音声3.5W | 佐賀県       | 不明             |

## 開局年月日
- 1969年（昭和44年）10月10日 - NHK佐賀放送局西有田アナログテレビ中継局開局。
- 1970年（昭和45年）8月27日 - サガテレビ開局。
- 2011年（平成23年）7月24日 - 廃局。

## 置局住所
- 西松浦郡有田町山本字岳乙4793-2　栗ノ木峠下中腹・国見湖畔公園東側